# خانه حاج مصورالملکی
خانه حاج مصورالملکی مربوط به دوره صفوی است و در اصفهان، خیابان طالقانی، کوچه سرتیپ، کوچه محله نو واقع شده و این اثر در تاریخ ۲۹ شهریور ۱۳۵۳ با شمارهٔ ثبت ۹۹۱ به‌عنوان یکی از آثار ملی ایران به ثبت رسیده‌است.